# 宋会要輯稿
『宋会要輯稿』（そうかいようしゅうこう）は、中国の宋代の制度書の輯本。清の徐松が『永楽大典』中の宋代の官が編纂した会要の逸文を集めた。全800万字、500巻。
『宋会要』の原本は明代に逸失したが、大部分は『永楽大典』に残っていた。清の嘉慶年間、学者の徐松の命により『永楽大典』からその逸文を蒐集して『宋会要輯稿』が出来上がった。全部で500巻近くあり、「帝系」・「后妃」・「楽」・「礼」・「輿服」・「儀制」・「瑞異」・「運暦」・「崇儒」・「職官」・「選挙」・「食貨」・「刑法」・「兵」・「方域」・「蕃夷」・「道釈」の17分野に分けられた。同書の中には多くの詔令・法令・奏議といった宋代の法制の内容が残されており、十中八九は『宋史』の志にないものであるため、宋代の法制を研究する上で重要な資料である。

## 編纂過程
宋代に作られた会要は以下の12書があり、あわせて約3000巻ある。
| 書名                 | 巻数  | 進呈年                                                    | 期間                                                  | 備考 |
| -------------------- | ----- | --------------------------------------------------------- | ----------------------------------------------------- | --- |
| 慶暦『国朝会要』     | 150巻 | 慶暦4年（1044年）                                         | 太祖建隆元年（960年） - 仁宗慶暦3年（1043年）         | |
| 元豊増修『五朝会要』 | 300巻 | 元豊4年（1081年）                                         | 太祖建隆元年 - 神宗熙寧10年（1077年）                 | |
| 政和重修『国朝会要』 | 110巻 | 政和8年（1118年）                                         | 太祖 - 徽宗政和年間（1111年-1118年）                  | 「帝系」・「后妃」・「吉礼」のみ                                                                         |
| 乾道『続国朝会要』   | 300巻 | 乾道6年（1170年）                                         | 治平元年の神宗即位 - 欽宗靖康2年（1127年）            | |
| 『国朝中興会要』     | 200巻 | 乾道9年（1173年）                                         | 高宗建炎元年（1127年） - 紹興32年（1162年）の高宗退位 | |
| 『孝宗会要』         | 368巻 | 淳熙6年（1179年）・淳熙13年（1186年）・紹熙元年（1190年） | 紹興32年孝宗即位 - 淳熙16年（1189年）孝宗退位         | |
| 嘉泰重修『孝宗会要』 | 200巻 | 嘉泰元年                                                  | 紹興32年 - 淳熙16年                                   | 先の『孝宗会要』に手を加えて成った。                                                                     |
| 『光宗会要』         | 100巻 | 慶元6年（1200年）                                         | 淳熙16年2月の光宗即位 - 紹熙5年（1194年）の光宗退位   | |
| 『寧宗会要』         | 325巻 | 嘉泰3年（1203年）・嘉定6年（1213年）・嘉定14年（1221年）  | 紹熙5年の寧宗即位 - 嘉定13年（1220年）                | |
| 淳祐重修『寧宗会要』 | 150巻 | 淳祐2年（1242年）                                         |                                                       | 先の『寧宗会要』に手を加えて成った。                                                                     |
| 『経進総類国朝会要』 | 588巻 | 嘉定3年（1210年）                                         | 太祖建隆元年 - 孝宗乾道9年（1173年）                  | 張従祖編                                                                                                 |
| 『経進総類国朝会要』 | 588巻 | 端平3年（1236年）                                         | 淳熙元年（1174年） - 寧宗嘉定17年（1224年）           | 張従祖版の続き。李心伝編。歴代の会要に依って編纂された。『永楽大典』に見える『宋会要』はこれに由来する。 |
| 『理宗会要』         | 不詳  | 度宗朝                                                    |                                                       | |

以上の会要は『経進総類国朝会要』の刊本があるほかは刊本がなく、僅かな抄本のみが伝世した。元が宋を滅ぼした後、その書は元の大都に運ばれた。明の『宋会要』にはすでに欠落が生じていた。
明の永楽帝が『永楽大典』を編纂させた際、『宋会要』は韻によって分類され、『国朝会要』・『続会要』・『乾道会要』・『寧宗会要』・『政和会要』の各巻の中に組み入れられたが、当時すでに散逸してた部分も多くあった。
清の嘉慶年間に徐松が『全唐文』を編纂した際、宮中所蔵の『永楽大典』を読み、『宋会要』の原稿を見つけるたびに、書記に命じて書き写させ、整理したところ、500～600巻ほどとなった。道光28年（1848年）に徐松が死去し、同治元年（1862年）には、その書は流出していた。
『宋会要』の稿本は巡り巡って北京琉璃厰の書店に辿り着き、繆荃孫に購入された。繆荃孫は稿本を、両広総督張之洞が広州で創設した広雅書局に引き渡し、屠寄が校勘を担当した。辛亥革命以後、稿本は劉楽の嘉業堂の所有となった。併せて劉富曽・費有容らを招聘し整理を進めた。劉富曽・費有容の2人は徐松の原稿に基づき、初編291巻・続編75巻の整理を進めた。劉富曽はさらに様々な書を参照して新たな資料を加えたところ、460巻となった。
1933年、国立北平図書館は嘉業堂から劉富曽が整理した稿本を借り、徐松の原稿と対照したところ、劉富曽が「『宋志』・『通考』・『玉海』の引用にあたり、旧文を改めて新たな内容を加えており」、かつ「分類の辻褄が合わず、他書からの引用が入り交じり、典拠を記していない。『蘭台漆書』の剽窃が疑われる箇所さえある。原稿と読み比べて使えるだけで、基準とすることはできない」ことに気づいた。最終的に徐松の原稿を影印することに決め、陳垣・傅増湘といった名家を責任者として招聘した。当時は資金に限りがあったが、後にアメリカの在中ハーバード燕京研究所から印刷費2500ドルの援助があり、ようやく出版に至った。現在出回っている版本は1936年10月に出版された影印本である。

## 版本
- 原稿本（徐松） - 全500巻。
- 整理本（劉富曽・費有容） - 初編291巻、続編75巻の計366巻。四川大学古籍整理研究所はこの版本に拠って点校本を出版した。
- 清本（劉富曽） - 全460巻。